# Herminia Parra
Herminia Parra Morales (La Solana, 10 de julio de 1997) es una deportista española que compite en atletismo especialista en las carreras de velocidad , especialmente en las pruebas de 400 metros lisos y 4x400.
Entre sus logros, ha conseguido la medalla de oro en los Campeonatos de España de las categorías sub-18, sub-20 y sub-23 además de la medalla de bronce absoluta en 400 metros lisos en Pista Cubierta y medalla de plata en Aire Libre. Cuenta con una medalla de bronce internacional en los Juegos del Mediterráneo de Tarragona en 2018 en la especialidad de 4x400.
En 2023 quedó subcampeona de España absoluta de 400 metros lisos  en el  Campeonato de España de Atletismo Absoluto 2023 con una marca de 52.73 y participó con el relevo 4x400 en el Campeonato Mundial de Atletismo de 2023 en Budapest. 